# Sorin Constantin Stragea
Sorin Constantin Stragea (n. 5 august 1955

) este un deputat român, ales în 2012 din partea Partidului Social Democrat. 